# Prunella grandiflora
Prunella grandiflora là một loài thực vật có hoa trong họ Hoa môi. Loài này được (L.) Scholler miêu tả khoa học đầu tiên năm 1775.

## Hình ảnh

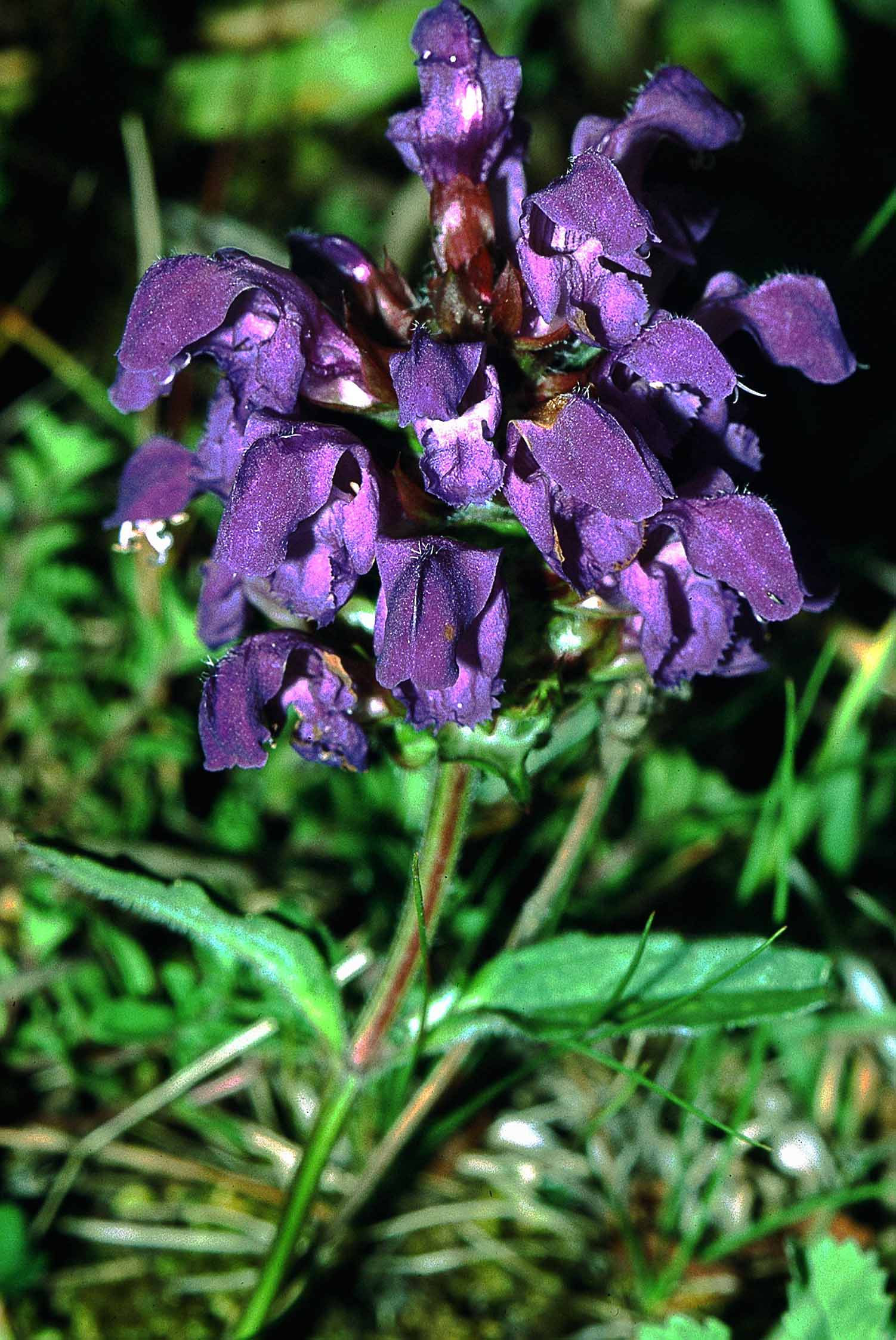
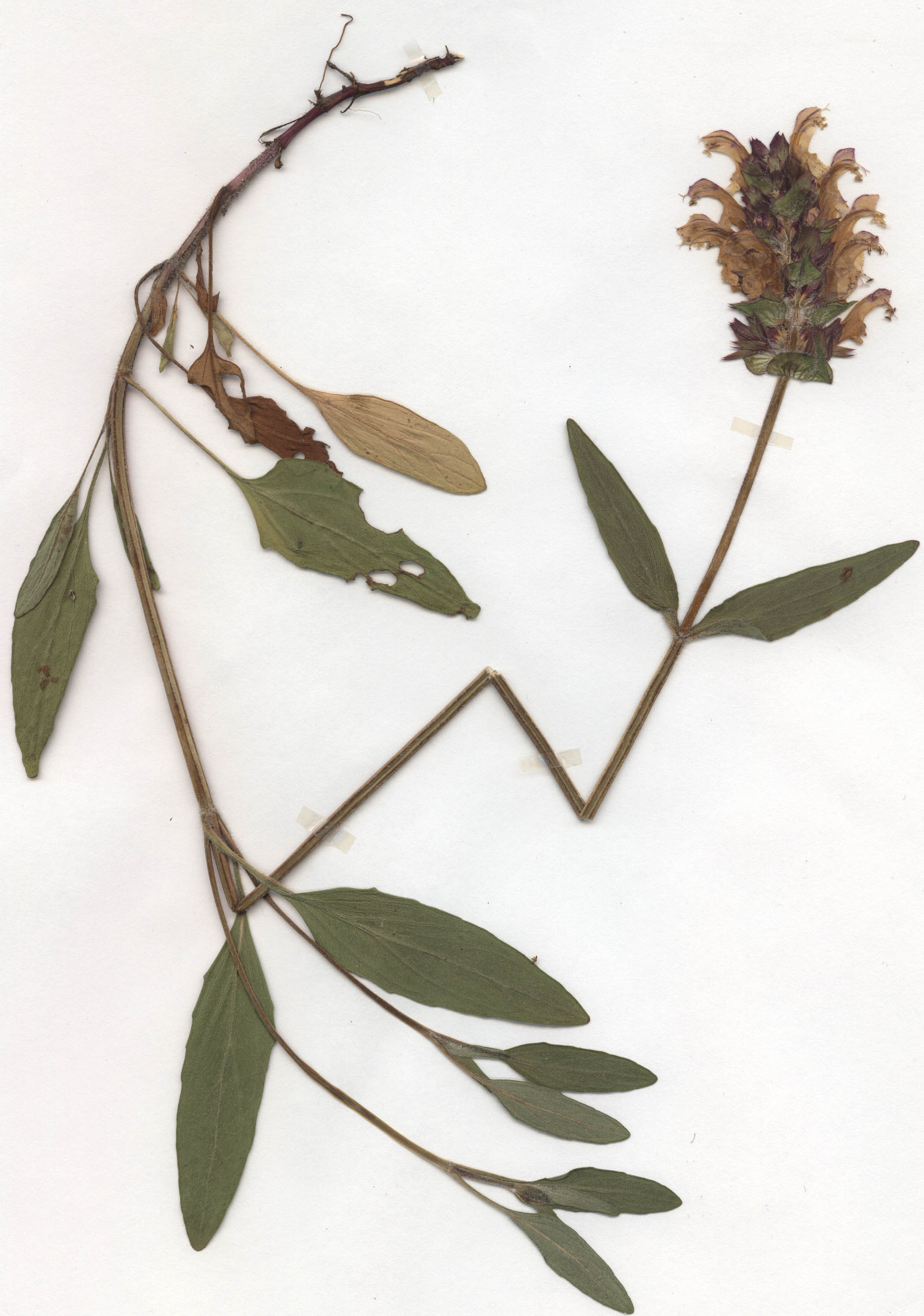
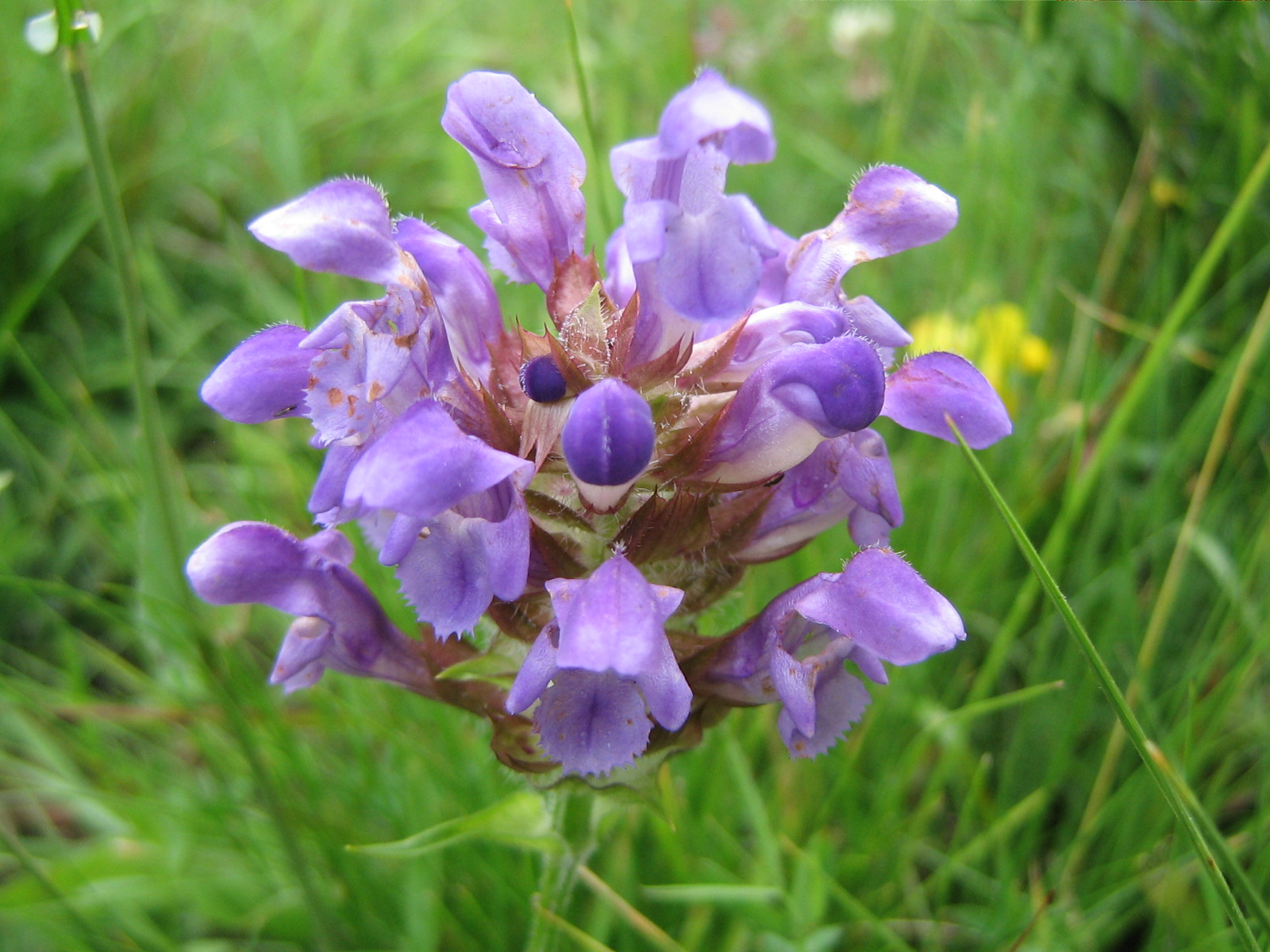
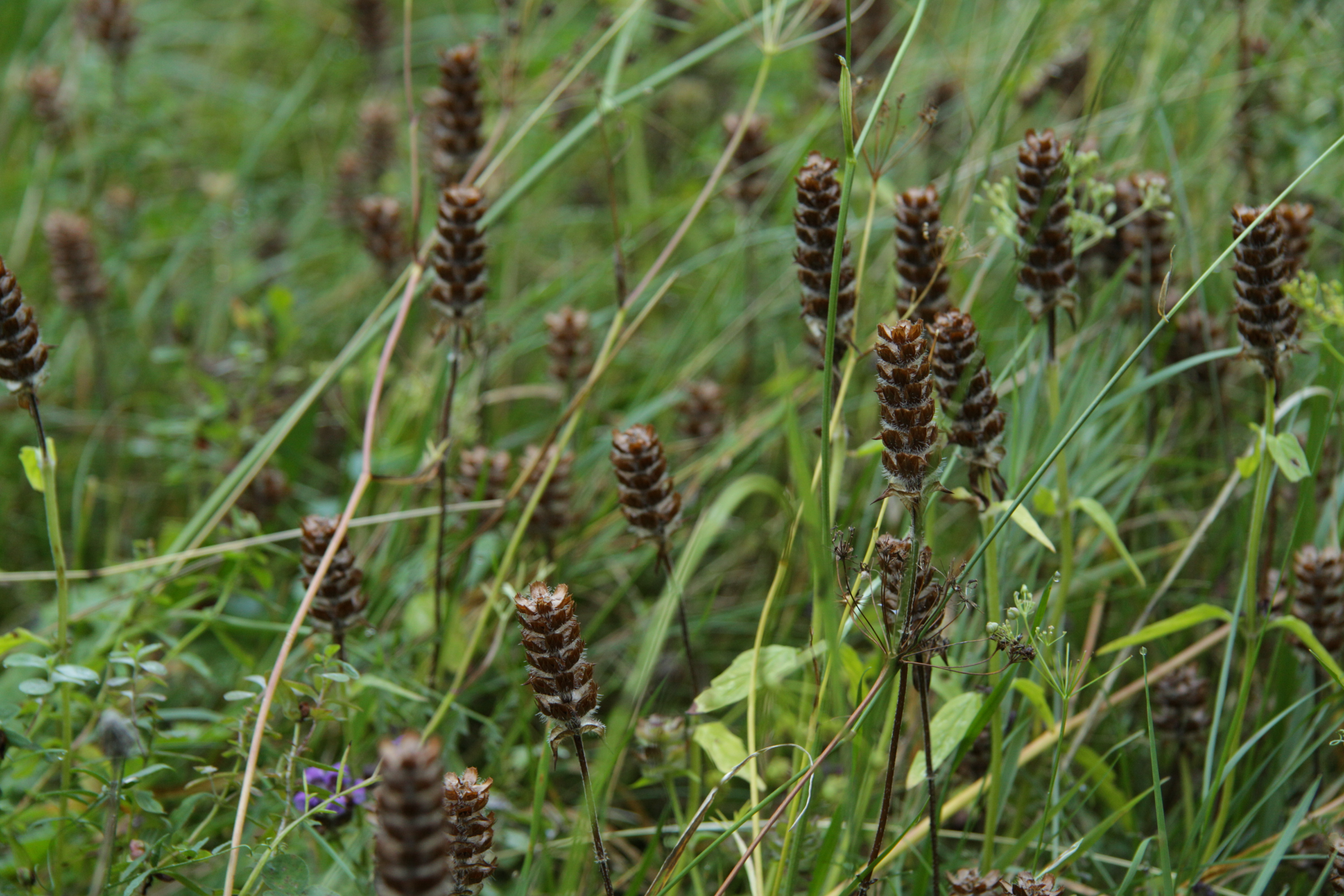